# نيكولا لوكيتش
نيكولا لوكيتش (بالصربية: Никола Лукић)‏ هو لاعب كرة قدم صربي في مركز الوسط، ولد في 14 مايو 1990 في بلغراد في صربيا. لعب مع دينامو مينسك ورادنيتشكي نيش ونادي مينسك.

## وصلات خارجية
- نيكولا لوكيتش على موقع قاعدة بيانات كرة القدم.إي يو (الإنجليزية)
- نيكولا لوكيتش على موقع Soccerway.com (الإنجليزية)